# Rhinoleucophenga obesa
Rhinoleucophenga obesa är en tvåvingeart som först beskrevs av Friedrich Hermann Loew 1872.  Rhinoleucophenga obesa ingår i släktet Rhinoleucophenga och familjen daggflugor. Inga underarter finns listade i Catalogue of Life.